# 칠성로 (포항시)
칠성로(Chilseong-ro)는 대한민국 경상북도 포항시 북구 남빈동에서 죽도동, 중앙동, 동빈동을 거쳐 연결하는 도로이다.

## 노선 경로
- 삼거리 명칭 미상
  - 죽도로
    - 포항 중앙상가 실개천 거리
- 남빈사거리
  - 중앙로
    - 죽도시장
    - 죽도어시장
- 사거리 명칭 미상
  - 동빈로
- 삼거리 명칭 미상
  - 해동로